# Anaya luteimargo
Anaya luteimargo är en insektsart som först beskrevs av Walker 1857.  Anaya luteimargo ingår i släktet Anaya och familjen Flatidae. Inga underarter finns listade i Catalogue of Life.